# كاندي كراش ساغا
كاندي كراش ساغا (بالإنجليزية: Candy Crush Saga)‏ هي لعبة طورتها شركة كينغ اشتهرت كثيرا وتم تصميمها لأنظمة أندرويد وآي أو إس وويندوز فون وويندوز 10 كما بدأت في الظهور مجددا في موقع التواصل الاجتماعي فيس بوك .

## طريقة لعب
لعبة كاندي كراش عبارة عن مجموعة مربعات ذات ألوان مختلفة، والمطلوب من اللاعب تجميع المربعات المتشابهة في لون واحد بحيث لا تقل المجموعة عن ثلاتة مربعات متشابهة في اللون ومتناسقة في الشكل والترتيب أيضاً وذلك قبل أن ينتهي الوقت المحدد.

## في برنامج تلفزيوني
أنتجت شبكة سي بي إس عرضًا حيًا للعبة كاندي كراش بالشراكة مع كينغ والذي عُرض لأول مرة في 9 يوليو 2017. لقد كانت مسابقة استمرت ساعة بين عدة فرق مكونة من شخصين تستخدم ألعابًا تفاعلية مبنية على كاندي كراش. أُنتج العرض بواسطة ليونزغيت إنترتينمنت مع المنتج التنفيذي مات كونيتز، وبالتعاون مع سيباستيان كنوتسون، المطور الإبداعي الأول للعبة كاندي كراش. استضاف ماريو لوبيز العرض.
تلعب أربعة فرق في كل حلقة تحديات مختلفة بناءً على لعبة كاندي كراش، حيث يكسب الفريق الفائز مبلغًا مضمونًا قدره 100000 دولار.

## روابط خارجية
- كاندي كراش ساغا على موقع Google Play (الإنجليزية)